# Polydontes luquillensis
Polydontes luquillensis é uma espécie de gastrópode terrestre neotropical da família Pleurodontidae (antes entre os Camaenidae). Foi nomeada por Shuttleworth, em 1854, e seu nome deriva da localidade de Luquillo, onde se encontra. É nativa do Caribe.

## Descrição da concha
Esta espécie apresenta conchas circulares, globosas, quando vistas por cima, lateralmente ou por baixo, com forte coloração amarronzada por causa de seu perióstraco, com espiral moderadamente alta para o seu gênero e com até 3.5 centímetros quando desenvolvidas. São lisas e sem umbílico. Lábio externo expandido e de coloração branca, sem projeções dentiformes em seu interior.

## Distribuição geográfica e habitat
Polydontes luquillensis é uma espécie de caracol arborícola endêmica da região leste de Porto Rico, ocorrendo em áreas úmidas da floresta tropical e subtropical úmida de El Yunque, em locais de altitude. Podendo ser avistada nas brácteas de Bromeliaceae.